# Bernardo Freise

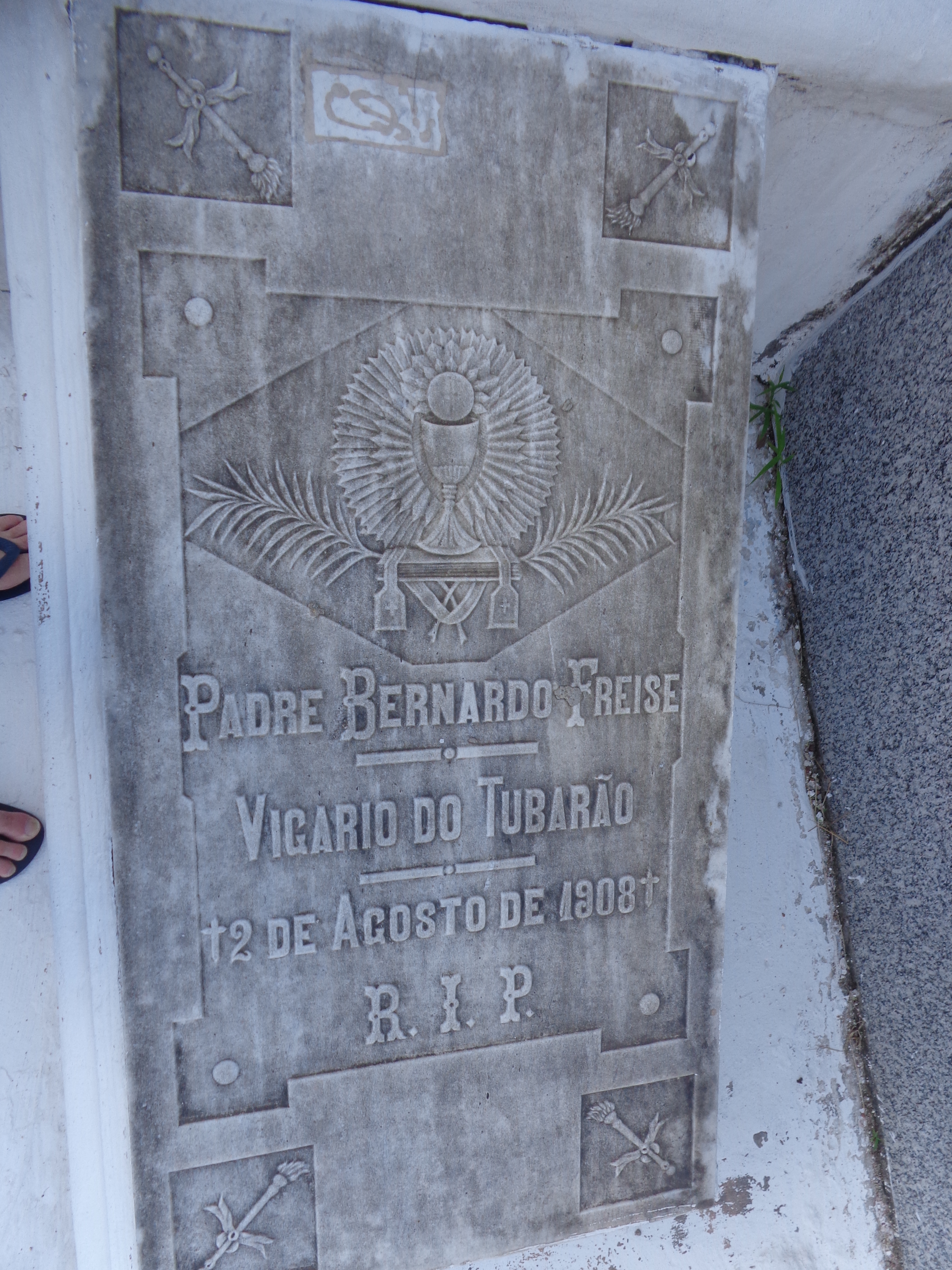
Sepultura de Bernardo Freise no Cemitério Municipal de Tubarão

Bernardo Freise (Warendorf, Alemanha, 2 de janeiro de 1855 – Tubarão, 2 de agosto de 1908) foi um padre católico brasileiro nascido na Alemanha, vigário de Tubarão. Foi pároco de Tubarão, de 1897 a 1908.
Chegou em Tubarão em 1893, a pedido do padre Francisco Topp, que havia chegado em Santa Catarina em 1890. Inaugurou em 1896 a primeira igreja de Pedras Grandes.
Foi idealizador e edificador do Hospital Nossa Senhora da Conceição.
... em fins de 1904 o iluminado padre Bernardo Freise tomou para si a responsabilidade de construir um hospital, já que todo o doente que necessitasse ser hospitalizado deveria ser transferido para Laguna, para onde havia trens somente em dias alternados e nenhum outro meio apropriado de transporte. O hospital de Laguna já existia desde 1855.

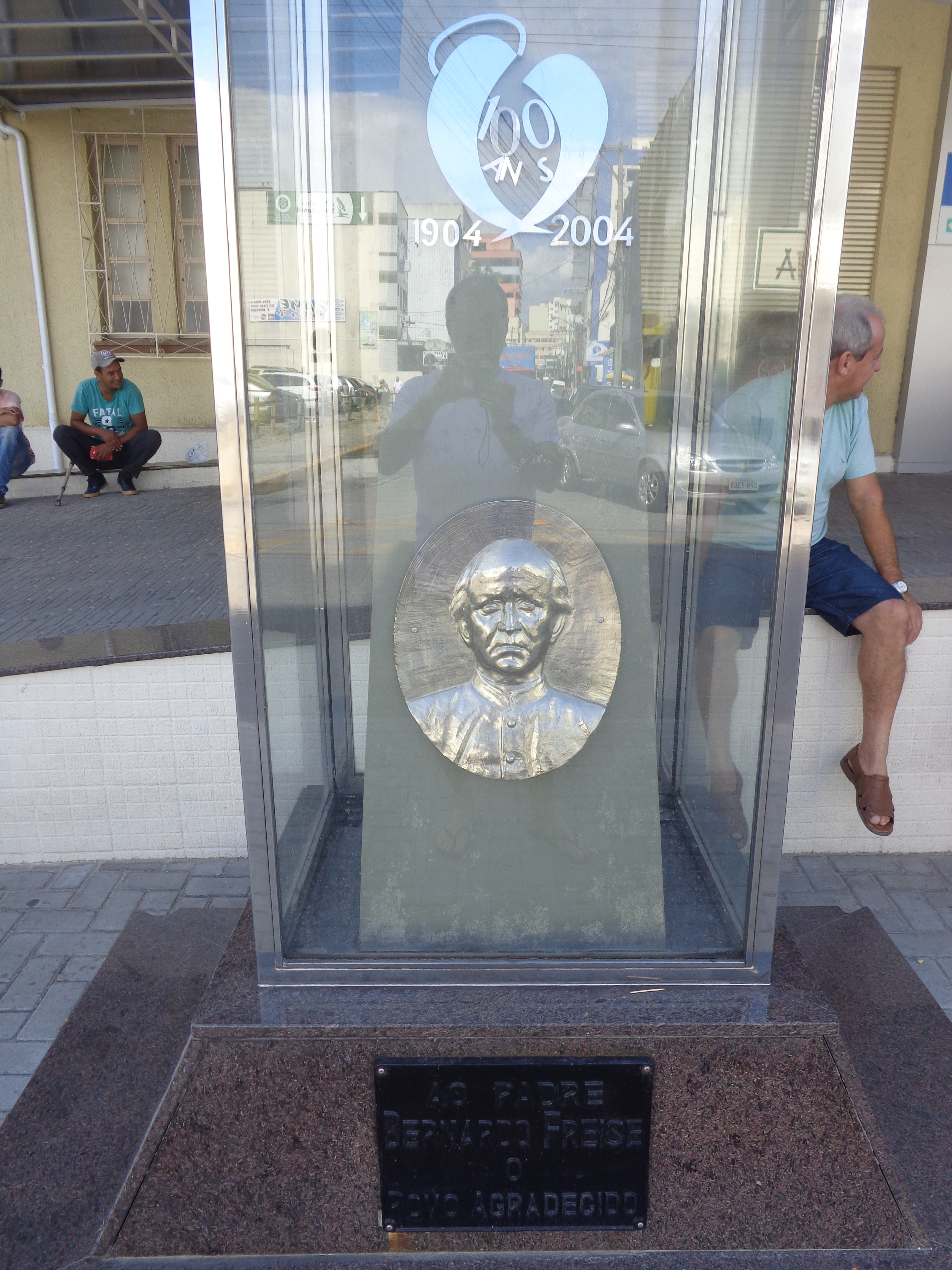
Monumento em homenagem ao Padre Bernardo Freise em frente à entrada principal do Hospital Nossa Senhora da Conceição

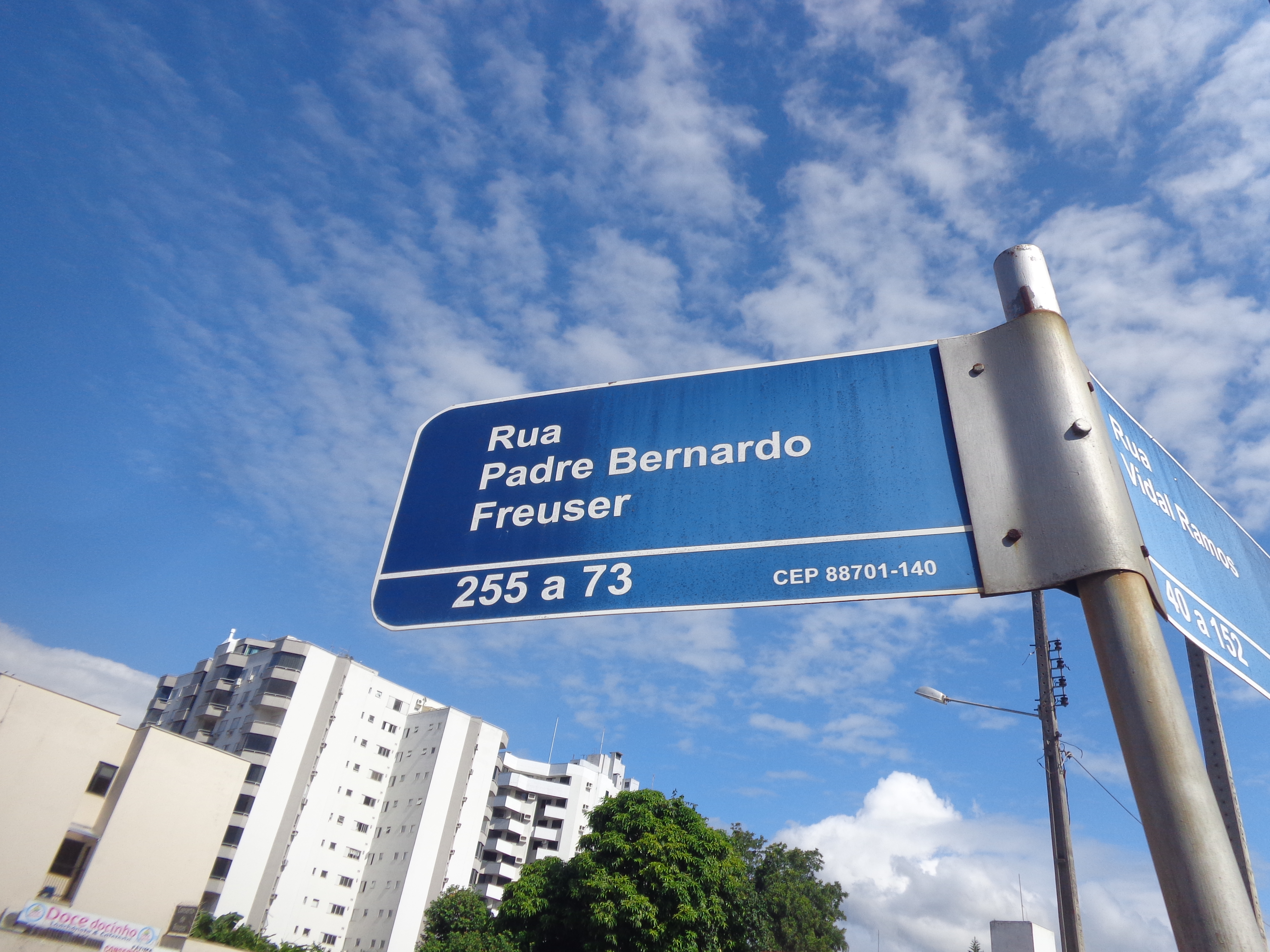
A rua perpendicular à frente da entrada do Hospital Nossa Senhora da Conceição, esquina com a rua Vidal Ramos, recebe o nome de Padre Bernardo Freuser (sic)

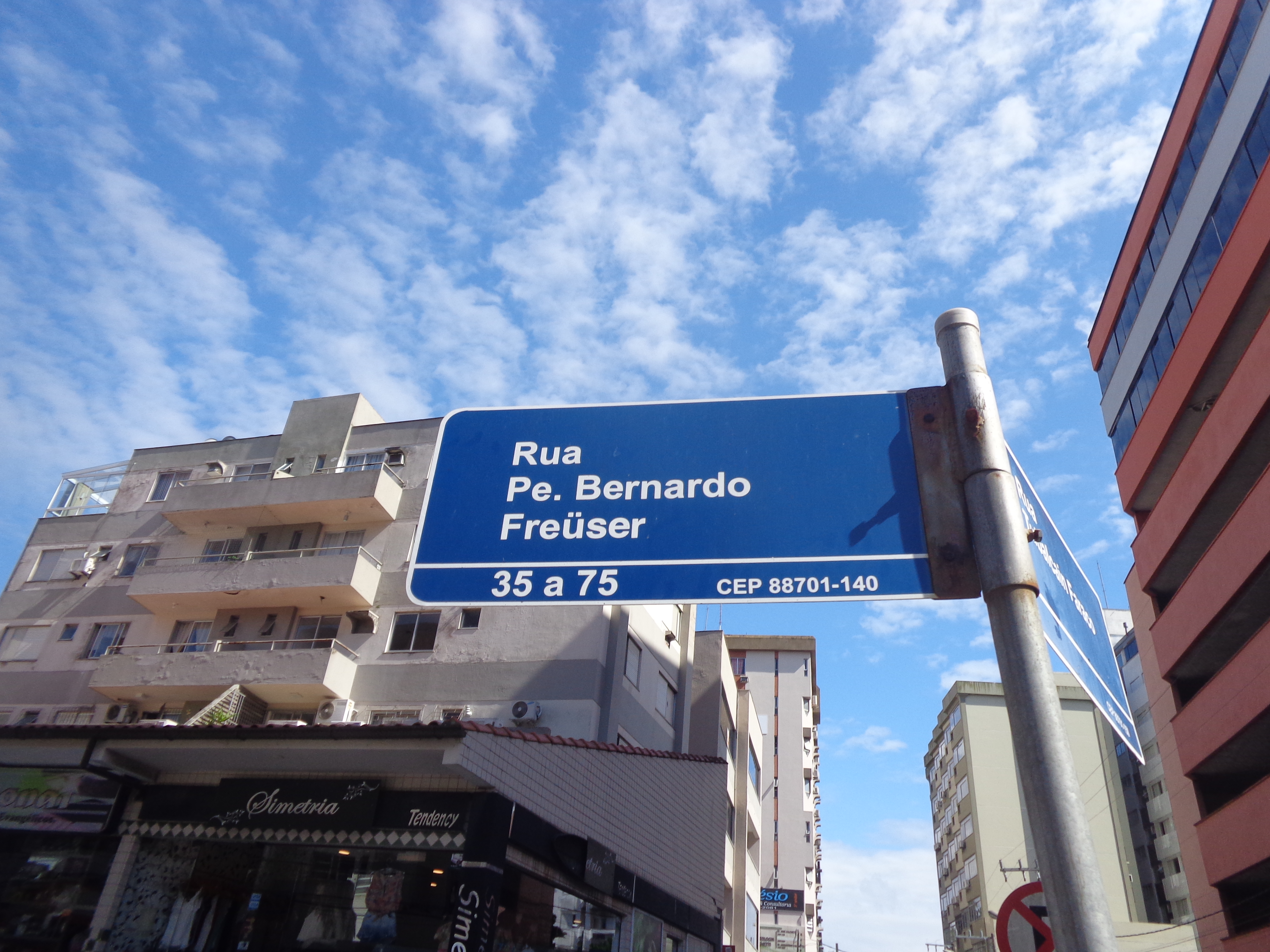
Placa da Rua Padre Bernardo Freüser (sic), esquina com a Rua Tubalcain Faraco, uma quadra distante do Hospital Nossa Senhora da Conceição em Tubarão-SC, onde está localizado o monumento ao Padre Bernardo Freise

Morreu repentinamente em Tubarão vítima de ataque cardíaco, dois anos após a abertura do hospital, e está sepultado no Cemitério Municipal de Tubarão.

## Sobrenome correto
Embora seu sobrenome esteja corretamente apresentado no monumento em frente ao Hospital Nossa Senhora da Conceição e em sua sepultura no Cemitério Municipal de Tubarão, seu sobrenome é erroneamente grafado na rua denominada em sua memória próximo ao hospital. Walter Zumblick alerta para a grafia correta de seu sobrenome: Freise.